# USA:s tredje flotta

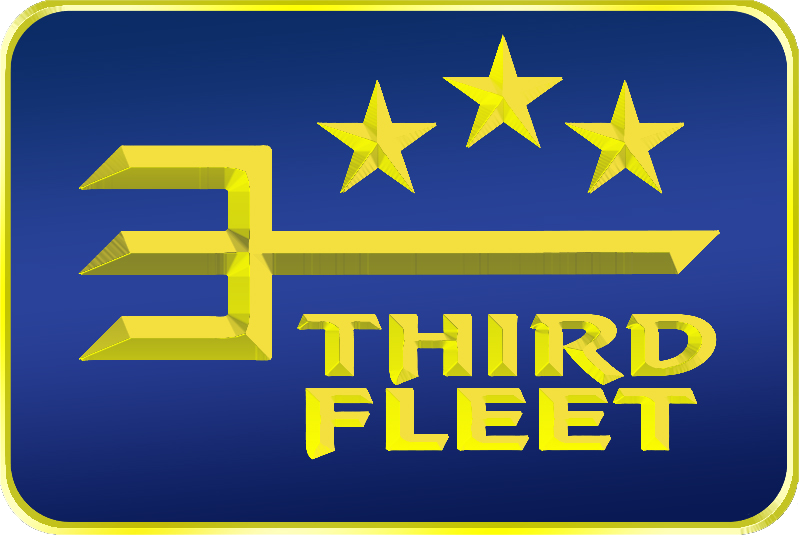
USA:s Tredje flottas heraldiska vapensköld

USA:s tredje flotta är en av den den amerikanska marinens numrerade flottor och en del av Stillahavsflottan. 
Tredje flottans ansvarsområde omfattar cirka 130 miljoner kvadratkilometer av de östra och norra Stillahavsområdena, inklusive Beringhavet, Alaska, de aleutiska öarna och en sektor av Arktis. Viktiga olje- och handelskommunikationslinjer inom detta område är kritiskt viktiga för USA:s ekonomi och vänligt sinnade nationer i hela Stillahavsområdet. 
Tredje flottan inrättades 1943 och genomförde omfattande operationer mot Kejserliga japanska flottan i centrala Stilla havet under andra världskriget. Tredje flottan avaktiverades 1945 och var inaktiv till 1973 då den återaktiverades och fick sitt nuvarande ansvarsområde. Högkvarteret för 3:e flottan är beläget vid Naval Base Point Loma i San Diego.

## Uppdrag
Tredje flottan planerar och utför marinverksamhet i Stilla havet. Flottan tillhandahåller maritimt hemlandsförsvar, regional säkerhet och humanitärt verksamhetsstöd genom integrerade sjö- och kustbevakningsstyrkor som fungerar som en enda sjötjänst. Det stärker förbindelserna mellan USA och dess allierade och partners genom gemensamma, interinstitutionella och multinationella övningar och verksamheter som Stilla havet, Stilla havet Partnerskap och Flottveckor. Tredje flottan säkerställer en realistisk, relevant utbildning för sin personal så att de har nödvändiga färdigheter för att främja fred och vara effektiv i konflikt. 
Tredje flottan är en stridsklar kraft i kontroll av fartyg, ubåtar och flygplan som är stationerade i Kalifornien, Washington och Hawaii. Tredje flottans havsgående enheter omfattar fem hangarfartygsstridsgrupper, som var och en består av en kombination av kryssare, jagare och fregatter. De har också mer än 30 ubåtar och ett dussin försörjningsfartyg för att stödja stridsgrupperna. Tredje flottans luftstyrkor består av mer än 400 marinflygplan, inklusive F / A-18 Super Hornets, E-2C Hawkeyes, AV-8B Harriers, AH-1Z SuperCobras och SH-60 Seahawks. 

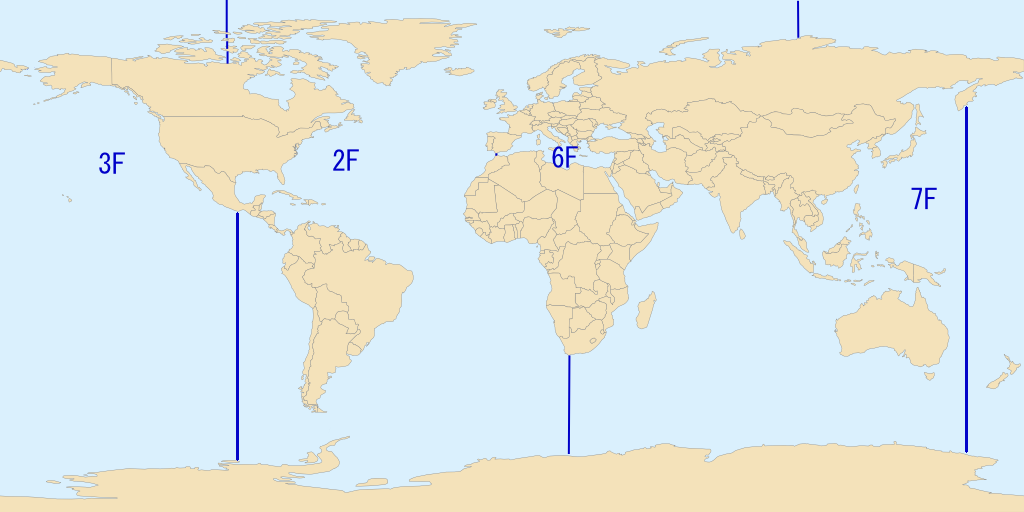
Ansvarsområdet för USA:s andra (märkt "2F"), tredje ("3F"), sjätte ("6F") och sjunde ("7F") flottor under 1980-talet.

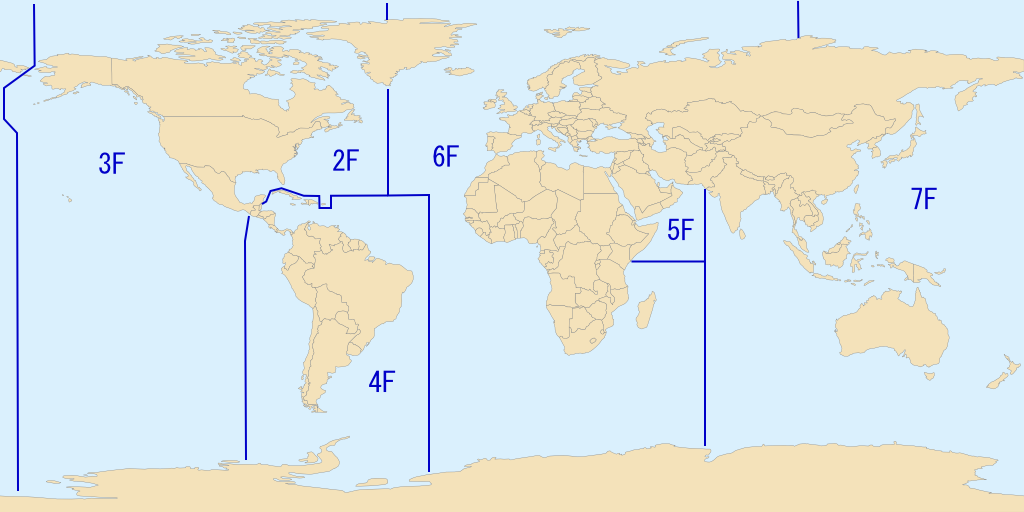
Ansvarsområdet för USA:s andra (märkt "2F"), tredje ("3F"), fjärde ("4F"), femte ("5F"), sjätte ("6F") och sjunde) Flottor under 2009.

## Ingående förband
I tredje flottans ingår följande förband: 
- Första hangarfartygsstridsgruppen
- Tredje hangarfartygsstridsgruppen
- Nionde hangarfartygsstridsgruppen
- Elfte hangarfartygsstridsgruppen
- Tredje expeditionsstridskåren
- Ytstridsgrupp Stilla havet
- Första kuststridsskvadronen
- Marina helikopterstridsgruppen
- Chefen för stridsträning i Stilla Havet
- Första ammunitionsröjningsgruppen
- Första amfibiestridsgruppen
- Marina luftvärnsledningen
- Marina min- och antiubåtsledningen
- Tredje flottans ubåts- och ubåtsbekämpningsstyrka